# Résolution 149 du Conseil de sécurité des Nations unies
Membres permanents
- Chine (Taïwan)
- États-Unis
- France
- Royaume-Uni
- URSS

Membres non permanents
- Argentine
- Sri Lanka
- Équateur
- Italie
- Pologne
- Tunisie

Résolution no 148 Résolution no 150
La Résolution 149 est une résolution du Conseil de sécurité de l'ONU votée le 23 août 1960 concernant le Burkina Faso (alors république de Haute Volta) et qui recommande à l'Assemblée générale des Nations unies d'admettre ce pays comme nouveau membre.

## Contexte historique
En 1896, le royaume mossi de Ouagadougou devient un protectorat français. En 1898, la majeure partie de la région correspondant à l’actuel Burkina est conquise. En 1904, ces territoires sont intégrés à l’Afrique-Occidentale française au sein de la colonie du Haut-Sénégal-Niger.
Participation des habitants à la Première Guerre mondiale au sein des bataillons de tirailleurs sénégalais. Le 1er mars 1919, Édouard Hesling devient le premier gouverneur de la nouvelle colonie de Haute-Volta. Celle-ci est démembrée le 5 septembre 1932, le territoire est partagé entre la Côte d'Ivoire, le Mali et le Niger.
Le 4 septembre 1947 la Haute-Volta est reconstituée dans ses limites de 1932. Le 11 décembre 1958, elle devient la République de Haute-Volta, une république membre de la communauté franco-africaine et accède à l’indépendance le 5 août 1960. Le nom de Burkina Faso est adopté le 4 août 1984. (issu de l'article Burkina Faso).
À la suite de cette résolution ce pays est admis à l'ONU le 20 septembre 1960 ,

## Texte
- Résolution 149 Sur fr.wikisource.org
- Résolution 149 Sur en.wikisource.org